# Selwyn Mountains
Die Selwyn Mountains sind ein Gebirge im Nordwesten von Kanada, das entlang der Grenze zwischen dem Yukon-Territorium und den Nordwest-Territorien verläuft. Es besitzt eine Längsausdehnung in NW-SO-Richtung von etwa 500 km. Der höchste Punkt der Selwyn Mountains bildet der 2972 m hohe Keele Peak (⊙). Namensgeber des Gebirges war der britische Geologe Alfred Richard Cecil Selwyn.
In Ost-West-Richtung durchquert die Canol Road das Gebirge und Teile des Naats'ihch'oh-Nationalpark liegen in den Selwyn Mountains. 

## Lage
Die Selwyn Mountains grenzen im Osten an die Backbone Ranges, im Norden an die nördlichen Mackenzie Mountains. Im Süden geht das Gebirge in das Liard Plateau über, im Südwesten und im Westen in das Yukon Plateau.
Die Selwyn Mountains sind in einen nördlichen und in einen südlichen Teil gegliedert. Der nördliche Teil der Selwyn Mountains liegt innerhalb des Yukon-Territoriums und reicht im Nordosten und im Osten bis nahe an die kontinentale Wasserscheide heran. Das Gebiet reicht im äußersten Nordwesten bis zum Flusstal von East Rackla River und Rackla River heran, im äußersten Norden bis an den Oberlauf des Bonnet Plume River. Das Gebiet wird von den Flüssen Stewart River, Rogue River, Hess River, Ross River und Pelly River nach Westen und Südwesten zum Yukon River entwässert. Im Osten werden die Selwyn Mountains von einem System von Flussniederungen von den weiter östlich gelegenen Gebirgsgruppen getrennt. Der nördliche Teil dieser Flussniederungen, bekannt als Selwyn Valley, wird vom Oberlauf des Hess River in südöstlicher Richtung durchflossen. 
Südlich des Keele Peak auf Höhe des MacMillan Pass befindet sich die gedachte Trennlinie zwischen dem nördlichen und dem südlichen Teil der Selwyn Mountains. Die östliche Grenze verläuft entlang dem Little Nahanni River und dem Oberlauf des Flat River. Im Südwesten reichen die Berge bis etwa 60 km an den Ort Watson Lake heran. Die westliche Grenze verläuft entlang des Flusstales des Frances River und setzt sich jenseits des Frances Lake in nördlicher Richtung bis zum South Macmillan River fort. Der Südteil der Selwyn Mountains wird zum Liard River hin entwässert. Dies geschieht über die Flüsse Frances River, Hyland River und Coal River.
Vergletscherte Berge und Gebirgsgruppen sind neben dem Keele Peak die Rogue Range (2257 m ⊙) und die Itsi Range (2520 m ⊙). Im äußersten Nordosten und Norden der Selwyn Mountains verläuft die Bergkette der Hess Mountains.

## Gestein
Das Gebirge besteht aus gefalteten Sedimentgesteinen (Sandstein, Schiefer, Konglomerat, Kalkstein), die in der Zeit vom späten Präkambrium (vor 600 Mio. Jahren) bis in die Trias (vor 206 Mio. Jahren) entstanden. Ferner gibt es Vorkommen von Granit, die sich während der Kreidezeit (vor 144–65 Mio. Jahren) bildeten. Bodenschätze wie Blei, Zink, Silber und Gold finden sich in den Selwyn Mountains.

## Landschaft
Die Gebirgslandschaft wurde von Gletschern geformt. Sie ist von U-förmigen bewaldeten Flusstälern gekennzeichnet. Es gibt eine Reihe von Seen und Seengruppen. Das Gebiet ist weitgehend unbewohnt und wenig erschlossen.

## Berge
Die höchsten Berggipfel dieses Gebirges sind:
- Keele Peak – 2952 m
- Peak 2440 – 2440 m +
- Peak 2360 – 2360 m +
- Mount Murray – 2170 m
- Mount Billings – 2100 m +